# Onychopterocheilus crabroniformis
Onychopterocheilus crabroniformis är en stekelart som först beskrevs av Moravitz 1867.  Onychopterocheilus crabroniformis ingår i släktet Onychopterocheilus och familjen Eumenidae. Inga underarter finns listade i Catalogue of Life.